# HK Dynamo Moskau
Der HK Dynamo Moskau (russisch Хоккейный клуб «Динамо» Москва / Chokkeinyi klub «Dinamo» Moskwa, Übersetzung: Eishockeyclub Dynamo Moskau) ist die 1946 gegründete Eishockeyabteilung des russischen Sportclubs Dynamo Moskau, der am 18. April 1923 gegründet wurde und während der Sowjetzeit dem KGB untergeordnet war. Die Mannschaft spielt in der Kontinentalen Hockey-Liga.

## Geschichte
Die Eishockeyabteilung von Dynamo Moskau wurde 1946 gegründet. Das erste Mal trat die erste Mannschaft Dynamos in der Saison 1946/47 in Erscheinung und gewann die erste sowjetische Eishockeymeisterschaft. Dynamo gehört zu den erfolgreichsten russischen Eishockeyclubs und gewann 1947, 1954, 1990 und 1991 die sowjetische Meisterschaft, 1992, 1993, 1995 und 2000 die russische Meisterschaft und 1999/2000 und 2004/05 die Meisterschaft der Superliga. Außerdem konnten wichtige internationale Titel errungen werden, beispielsweise der Spengler Cup 1983 und der IIHF European Champions Cup 2006. Dynamo Moskau ist der einzige sowjetisch-russische Eishockeyklub, der seit der Gründung der Eliteliga niemals aus dieser abstieg.
Neben dem Gewinn vieler Titel prägten und prägen viele Spieler Dynamos die sowjetische Eishockeynationalmannschaft bzw. die russische Nationalmannschaft. Bis 1991 war Dynamo dem Geheimdienst der Sowjetunion, dem KGB, untergeordnet und wurde durch diesen finanziert. Daher war es dem Club möglich, schon früh die besten Talente in der vereinseigenen Eishockeyschule auszubilden und später langfristig unter Vertrag zu nehmen. Viele ehemalige Spieler aus der Dynamo-Eishockeyschule spielen heute in der besten Liga der Welt, der National Hockey League.

### Spitzenklub der ersten Jahre (1946–1950)
Am 22. Dezember 1946 wurde die erste sowjetische Eishockeymeisterschaft eröffnet. Einen Monat später, am 26. Januar 1947, wurde der HK Dynamo Moskau der erste Meister des sowjetischen Eishockeys, nachdem Dynamo sowohl Spartak Moskau mit 6:1 als auch ZDKA Moskau (der Klub der Roten Armee, später HK ZSKA Moskau) mit 2:1 besiegt hatte. Alle Spiele der Finalrunde wurden auf der kleinen offenen Eisfläche des Dynamo-Stadions in Moskau gespielt. Zu der damaligen Meistermannschaft gehörten Spieler wie Michail Stepanow, Michail Uchmylow, Oleg Tolmatschow, Michail Jakuschin, Boris Botscharnikow, Wassili Komarow, Wassili Trofimow, Nikolai Postawnin, Sergei Solowjow, Wsewolod Blinkow und Nikolai Medwedjew, die gleichzeitig an den Fußball- und Bandy-Meisterschaften teilnahmen. In den folgenden Spielzeiten errang Dynamo zweimal den dritten Platz und einmal den zweiten Platz, wobei jeweils ZDKA Moskau die Meisterschaft gewann. Wassili Trofimow wurde zweimal bester Torschütze des Klubs, während im Tor Karl Liiw 1950 seine erste Saison für Dynamo spielte.

### 1950–1959

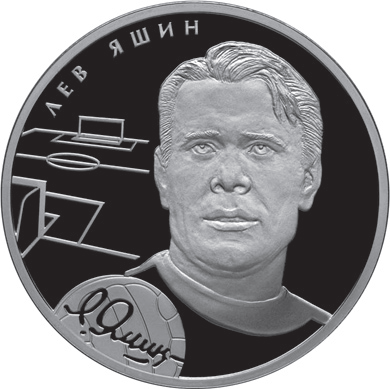
Gedenkmünze für Lew Jaschin, Torhüter zu Beginn der 1950er Jahre.

In der Saison 1950/51 erreichte Dynamo wieder den zweiten Platz hinter WWS MWO Moskau. Die erste Austragung des UdSSR-Pokals endete für Dynamo im Halbfinale mit einer 3:4-Niederlage gegen Krylja Sowetow Moskau. Alexander Uwarow erzielte in einem Spiel gegen ODO Leningrad sechs Tore und stellte damit einen neuen Teamrekord auf. Außerdem spielte Lew Jaschin, ein bekannter Fußball-Torhüter, einige Spiele für die Eishockeymannschaft von Dynamo.
In den folgenden zwei Jahren erreichte Dynamo jeweils den dritten Platz, obwohl die Angriffsformation Krylow–Kusin–Uwarow vor allem in der Spielzeit 1952/53 brillierte. Als Trost konnte 1953 der Pokal gegen ZDSA Moskau gewonnen werden, unter anderem aufgrund der Unterstützung durch den bekannten Fußballspieler Wsewolod Blinkow, der zwei Tore erzielte, und Lew Jaschin im Tor. Sieben Jahre nach dem letzten Meistertitel konnte Dynamo 1954 wieder die sowjetische Meisterschaft feiern, wobei das Team nur eine einzige Niederlage während der Saison hinnehmen musste. Seinen ersten Auftritt in der Eliteliga hatte Wiktor Tichonow, der später zu einer Trainerlegende werden sollte.

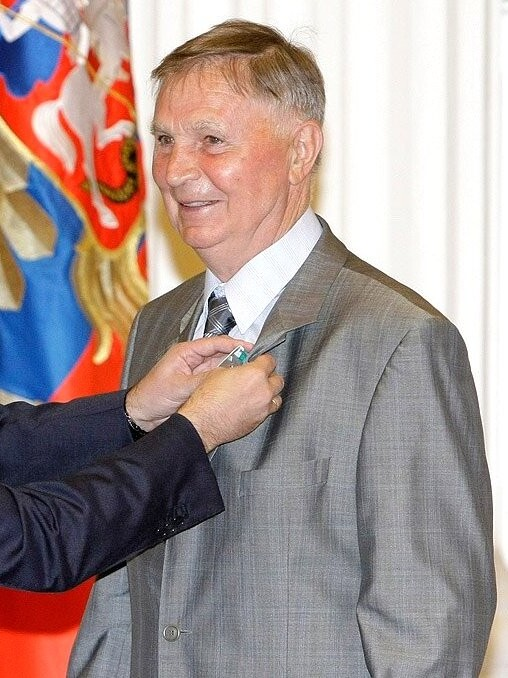
Wiktor Tichonow spielte zwischen 1953 und 1963 für Dynamo.

In den folgenden vier Jahren erreichte Dynamo immer den dritten Platz der Meisterschaft. 1956 stieß Stanislaw Petuchow zur Mannschaft, der später zu einem Star werden sollte. 1958 wurde Juri Krylow als Wertvollster Spieler ausgezeichnet, außerdem begannen Witali Dawydow und Wladimir Jursinow ihre Karrieren in dieser Spielzeit. In der Saison 1958/59 erreichte Dynamo den zweiten Platz mit 40 Punkten hinter ZSK Moskau, während Torhüter Boris Saizew, Verteidiger Dawydow und die Stürmer Petuchow, Tschistow, Orchakow und Jursinow als beste Spieler der Saison ausgezeichnet wurden. In der folgenden Spielzeit wurden das erste Mal Play-offs gespielt, um den sowjetischen Meister zu bestimmen. Dabei verlor Dynamo gegen ZSKA Moskau in drei Finalspielen. Uwarow beendete seine Spielerkarriere 1960 und die Dynamospieler Tschinow, Dawydow, Petuchow und Jursinow wurden erneut ausgezeichnet.

### 1960–1970
Die Saison 1960/61 war die erfolgloseste Spielzeit in der bisherigen Vereinsgeschichte. Der Klub belegte nur Platz sieben in der sowjetischen Meisterschaft und im Pokal schied man im Achtelfinale gegen Lokomotiw Moskau aus. Nach der Saison beendete Walentin Kusin seine Spielerkarriere, nachdem er 251 Spiele für Dynamo absolviert hatte, in denen er 152 Tore erzielte.
Nach dem schlechten Abschneiden in der Vorsaison erreichte Dynamo ein Jahr später wieder die Medaillenränge mit einem zweiten Platz und Witali Dawydow wurde zum besten Verteidiger der Liga gekürt. In den folgenden Jahren dominierte ZSKA Moskau die Liga beinahe nach Belieben und Dynamo erreichte entweder Platz zwei oder drei. 1963 beendete Wiktor Tichonow seine Spielerkarriere. 1967 wurden die späteren Stars der sowjetischen Nationalmannschaft Waleri Wassiljew und Alexander Malzew in den Kader Dynamos aufgenommen. Zwei Jahre später wurden drei Dynamo-Spieler (Witali Dawydow, Alexander Malzew und Wladimir Jursinow) sowie Trainer Arkadi Tschernyschow Weltmeister bei der Titelkämpfen in Stockholm.

### 1970–1980

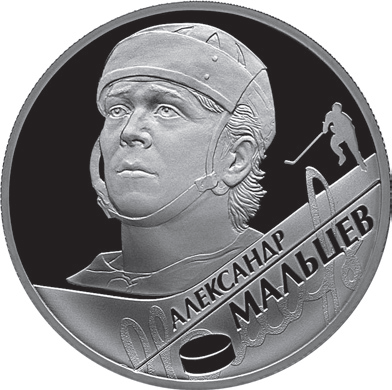
Alexander Malzew war zwischen 1967 und 1984 für Dynamo aktiv.

Die Saison 1970/71 begann vielversprechend für Dynamo. Lange führte man die Tabelle an, allerdings konnte ZSKA aufholen und wurde letztendlich wieder sowjetischer Meister. Den dritten Platz belegte kein Moskauer Klub, sondern SKA Leningrad. Alexander Malzew bestätigte seine herausragende Stellung und wurde mit 37 Toren und 20 Assists Topscorer der Liga und ließ dabei sogar den Superstar von ZSKA, Waleri Kamenski, hinter sich. Die folgende Spielzeit brachte wieder den zweiten Platz in der Meisterschaft, aber im Pokalwettbewerb konnte Dynamo Chimik Woskressensk mit 3:0 schlagen und sich damit die Trophäe sichern. Wladimir Jursinow beendete nach der Spielzeit seine lange Karriere – in 15 Spielzeiten für Dynamo absolvierte er 490 Ligaspiele, in denen er 242 Tore erzielte.
In der Spielzeit 1972/73 belegte Dynamo den vierten Platz in der Meisterschaft hinter ZSKA, Spartak und Krylja Sowetow. Waleri Wassiljew und Alexander Malzew nahmen mit der sowjetischen Nationalmannschaft an der Summit Series 1972 in Kanada und Moskau teil und gewannen die Eishockey-Weltmeisterschaft 1973. Der langjährige Dynamo-Verteidiger Witali Dawydow beendete nach der Saison seine Spielerkarriere, in der er es auf über 500 Ligaspiele in 16 Spielzeiten für Dynamo brachte.

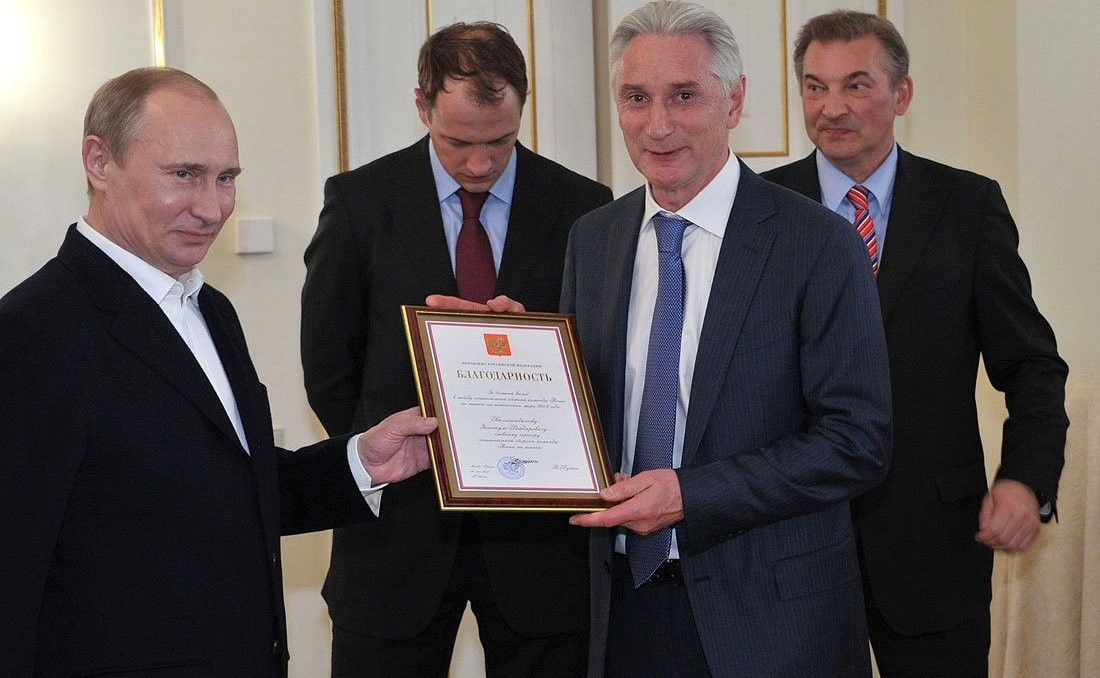
Sinetula Biljaletdinow begann 1973 seine Karriere bei Dynamo und blieb dem Verein bis 1988 treu.

In der Saison 1973/74 begann die erfolgreiche Karriere von Sinetula Biljaletdinow, der später auch Dynamos Trainer werden sollte. In der folgenden Spielzeit gab es den ersten Trainerwechsel der Vereinsgeschichte. Arkadi Tschernyschow musste seinen Posten an Wladimir Jursinow abgeben, der in der Saison 1975/76 mit der Mannschaft den dritten Platz erreichte und im Pokalfinale ZSKA Moskau mit 3:2 schlug. Außerdem konnte der Klub den Ahearne Cup gewinnen, indem man Sparta Prag im Finale mit 8:2 besiegte. Zu Beginn der Spielzeit 1976/77 wurden vier Spieler in den Dynamo-Kader aufgenommen, die später zu sehr erfolgreichen Spielern werden sollten. Pjotr Prirodin, Alexander Golikow, Wladimir Semjonow und Wassili Perwuchin waren maßgeblich am Erreichen des zweiten Platzes in der Meisterschaft beteiligt und die Angriffsformation Prirodin–Malzew–Golikow wurde die erfolgreichste Sturmreihe der Liga mit insgesamt 77 erzielten Toren. Bei der Weltmeisterschaft 1977 in Österreich wurde der Dynamo-Spieler Waleri Wassiljew als bester Verteidiger ausgezeichnet.
In den folgenden zwei Jahren wiederholte sich der Gewinn des zweiten Platzes hinter ZSKA Moskau. Der jüngere Bruder von Alexander Golikow, Wladimir Golikow, gab in der Saison 1977/78 sein Debüt, ein Jahr später stieß Sergei Swetlow zum Kader. 1979 wurden Prirodin und die Brüder Golikow als erfolgreichste Sturmreihe der Liga ausgezeichnet und Prirodin wurde außerdem der beste Torschütze der Liga mit 32 Toren. Zu Beginn der Spielzeit 1979/80 wurde Witali Dawydow als neuer Trainer vorgestellt und Anatoli Semjonow und Sergei Jaschin gaben ihre Debüts in der Eliteliga. Bei den Olympischen Winterspielen 1980 in Lake Placid wurde Dynamo durch einige Spieler (unter anderem Malzew, die Golikow-Brüder, Wassiljew) vertreten, die beim sogenannten „Miracle on Ice“ nur den zweiten Platz belegten. Die ersten Leistungsvergleiche mit NHL-Teams führten die Mannschaft von Dynamo nach Vancouver (2:6 gegen die Vancouver Canucks), Winnipeg (7:0 gegen die Winnipeg Jets), Edmonton (4:1 gegen die Edmonton Oilers) und nach Washington, D.C. (5:5 gegen die Washington Capitals).

### 1981–1990

Logo in den 1990er und 2000er Jahren

Vor der Spielzeit 1980/81 wechselte Torhüter Wladimir Myschkin von Krylja Sowetow zu Dynamo. Der Klub belegte den dritten Platz in der Meisterschaft hinter ZSKA und Spartak, gewann aber die „Fair Play“-Trophäe für das Team mit den wenigsten Strafzeiten der Liga. Für die folgende Spielzeit wurde Wladimir Kisseljow als Trainer verpflichtet und Anatoli Antipow und Juri Woschakow gaben ihr Debüt im Dynamo-Trikot. Die Mannschaft beendete die Saison auf Platz drei und Pjotr Prirodin beendete seine Karriere. Ein Jahr später trat auch Alexander Golikow als aktiver Spieler zurück.
Für die Spielzeit 1983/84 wurde mit Wladimir Tusik ein neuer Trainer und mit Juri Leonow, Aleh Mikultschyk und Nikolai Borschtschewski drei neue Spieler vorgestellt. Im Dezember 1983 gewann Dynamo den Spengler Cup in Davos. Am Ende der Saison belegte Dynamo Rang vier in der Meisterschaft und sowohl Alexander Malzew als auch Waleri Wassiljew beendeten ihre Karrieren. Schon nach einem Jahr ersetzte Juri Moissejew Wladimir Tusik als Cheftrainer und Jewgeni Popikin, Wladimir Subriltschew und Torhüter Michail Schtalenkow debütierten für Dynamo in der sowjetischen Eliteliga. In der Vorrunde konnte Dynamo zweimal, mit 7:4 und 5:4, gegen ZSKA gewinnen und belegte am Ende der zweiten Runde Platz eins in der Tabelle. In der Finalrunde verlor der Klub allerdings mit 11:1 gegen ZSKA, so dass nur der Silberrang blieb. Nach dem Finale verkündeten Wladimir Golikow und Wladimir Semjonow ihren Rücktritt.
In den Spielzeiten 1985 bis 1987 belegte Dynamo jeweils den zweiten Platz. Neu im Team waren damals unter anderem Andrei Lomakin, Aljaksandr Haltschenjuk, Igor Dorofejew, Alexander Semak, Michail Tatarinow und Witali Karamnow. Im Winter 1986 absolvierte die Mannschaft erneut einige Spiele gegen NHL-Teams, beispielsweise gegen die Calgary Flames (3:4), ein Unentschieden gegen die Pittsburgh Penguins, 6:4 gegen die Boston Bruins und ein 7:4-Sieg gegen die Buffalo Sabres.
In der Saison 1987/88 wurden in der sowjetischen Meisterschaft Play-offs eingeführt. In der Vorrunde belegte die Mannschaft von Dynamo mit den neuen Spielern Sergei Petrenko und Alexander Karpowzew den zweiten Platz. In den Play-offs verlor das Team jedoch im Halbfinale gegen Dinamo Riga und errang gegen Krylja Sowetow den dritten Platz. Ein Jahr später wurde die Mannschaft um Rawil Chaidarow, Alexei Schamnow, Igor Koroljow, Darius Kasparaitis und Aljaksandr Judsin ergänzt, Wassili Perwuchin beendete seine Karriere jedoch nach der Spielzeit.
Zu Beginn der Saison 1989/90 wurde Wladimir Jursinow als neuer Trainer vorgestellt. Diese Neuverpflichtung und die beiden Neulinge Sergei Sorokin und Andrej Kawaljou brachten den Erfolg zurück: Dynamo Moskau gewann den sowjetischen Meistertitel vor ZSKA Moskau und Chimik Woskressensk. Außerdem gewann die Mannschaft die Wsewolod Bobrow-Trophäe für die Mannschaft mit den meisten Toren der Liga. Nach diesen Erfolgen verließen Anatoli Semjonow, Sergei Swetlow, Sergei Jaschin, Wladimir Myschkin und Juri Woschakow Dynamo oder beendeten ihre Karriere.

### Meisterschaften in der GUS (1991–2000)
In der Saison 1990/91 gelang Dynamo die Titelverteidigung mit neuen Spielern wie Andrei Trefilow, Sergei Bautin, Wladimir Kramskoi, Dmitri Filimonow, Rawil Jakubow, Roman Iljin, Andrei Nikolischin und Aljaksandr Andryjeuski. Im Finale des Europapokals verlor Dynamo jedoch gegen Djurgårdens IF aus Schweden mit 2:3. Auch in der folgenden Spielzeit konnte Dynamo die sowjetische Meisterschaft zum dritten Mal in Folge gewinnen und belegte im Europapokal der IIHF den dritten Platz. Neu in die Mannschaft kamen Dmitri Juschkewitsch, Waleri Tscherny und Alexei Jaschin. Im Sommer 1992 wechselten viele russische Spieler in die NHL, so beispielsweise Michail Schtalenkow, Dmitri Juschkewitsch, Alexander Semak, Darius Kasparaitis, Andrei Trefilow und Witali Karamnow.

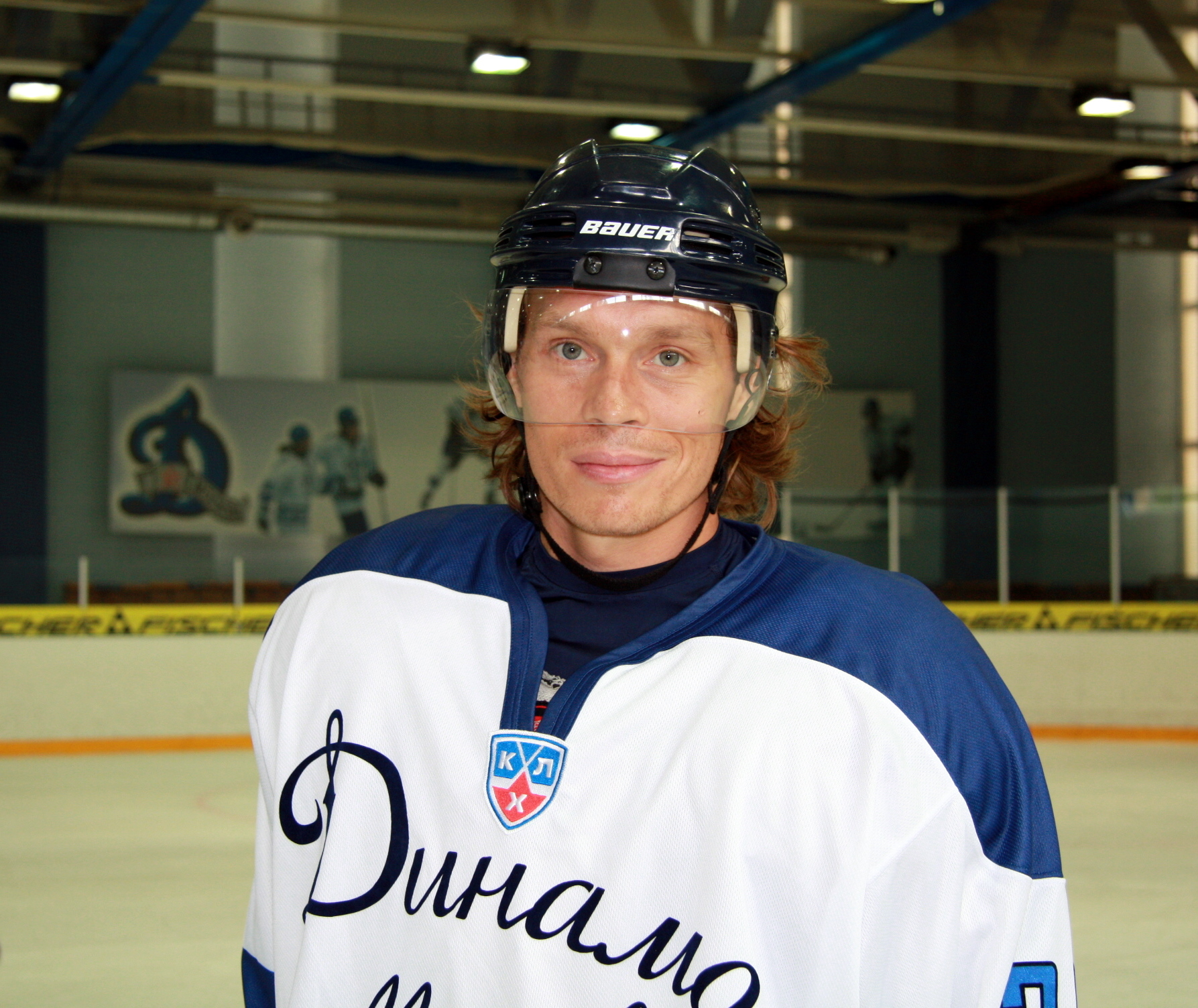
Maxim Afinogenow begann seine Karriere in den 1990er Jahren bei Dynamo.

In der Spielzeit 1992/93 wurde die sowjetische Meisterschaft in die Internationale Hockey-Liga umgewandelt. Obwohl Dynamo viele Leistungsträger verloren hatte, konnte der Klub unter dem neuen Trainer Pjotr Worobjow den Meistertitel der neuen Liga gewinnen. In der finalen Serie über maximal fünf Spiele wurde der HK Lada Toljatti mit 3:0 besiegt. Im Europapokalfinale, das in Düsseldorf abgehalten wurde, verlor Dynamo im Penalty-Schießen gegen Malmö IF mit 3:4 und belegte damit den zweiten Platz. Vor der folgenden Saison verließen Alexei Jaschin, Sergei Petrenko, Alexander Karpowzew und Jan Kaminski Dynamo Richtung Nordamerika.
Schon nach einem Jahr wurde Worobjow durch Igor Tusik ersetzt, der aber die Erfolge seines Vorgängers nicht wiederholen konnte und während der Play-offs 1994 von Wladimir Golubowitsch abgelöst wurde. Die Mannschaft errang schließlich noch den zweiten Platz in der Liga (2:3 gegen Lada Toljatti). Im Finale des Europapokals unterlag die Mannschaft TPS Turku aus Finnland. Ein Jahr später konnte erneut der Gewinn der Meisterschaft gefeiert werden, nachdem Dynamo in der finalen Play-off-Serie Toljatti besiegt hatte. Großen Anteil an diesem Erfolg hatten Kramskoi, Sorokin und Dorofejew.
Zu Beginn der Spielzeit 1995/96 kehrten Juri Leonow und Sergei Petrenko in das Team zurück, Maxim Afinogenow begann seine Profi-Karriere und erneut erreichte das Team die Vizemeisterschaft hinter Lada Toljatti. Im Pokalwettbewerb der Internationalen Hockey-Liga schlug Dynamo Metallurg Magnitogorsk mit 3:1. Das Finale des Europapokals wurde 1996 in Köln ausgetragen und Dynamo verlor gegen die Kölner Haie (mit 1:4) und erreichte nur ein Unentschieden (3:3) gegen die VEU Feldkirch aus Österreich. Damit belegte der Klub nur Rang fünf. Im Sommer 1996 wurde die Internationale Hockey-Liga reformiert und in Russische Eishockeyliga umbenannt. Viele Führungsspieler der Dynamo-Mannschaft verließen den Klub, so dass Dynamo schon im Viertelfinale der Play-offs gegen Torpedo Jaroslawl ausschied und Juri Otschnew, Wladimir Golubowitsch ablöste. Der IIHF-Europapokal wurde 1996 durch die European Hockey League (EHL) ersetzt, in der sich Dynamo für das Finale qualifizieren konnte, aber mit 2:5 an TPS Turku scheiterte.
Vor der Saison 1997/98 wurde Sinetula Biljaletdinow als neuer Cheftrainer verpflichtet. In der Vorrunde der russischen Eliteliga wurde zwar nur der fünfte Platz erreicht, aber in den Play-offs stieß die Mannschaft um Sergei Petrenko, Juri Leonow, Michail Iwanow, Artjom Tschubarow und Leo Berdischewski bis in das Finale vor. Dort scheiterte die Mannschaft jedoch an Metallurg Magnitogorsk mit 1:3 in der Best-of-Five-Serie. Ähnlich erfolgreich verlief der europäische Wettbewerb um den EHL-Cup, bei dem Dynamo gegen den VEU Feldkirch mit 3:5 verlor. In der folgenden Spielzeit beendete Dynamo die Vorrunde auf Platz drei und scheiterte erneut im Play-off-Finale an Metallurg Magnitogorsk mit 2:4 in der Best-of-Seven-Serie. Im Finale der EHL traf der Klub wiederum auf Magnitogorsk und verlor das Spiel mit 1:2.
In der Spielzeit 1999/2000 konnte Dynamo Moskau wieder Titel bejubeln. Sowohl der Titel der regulären Saison ging an den Klub, als auch der Pokal der russischen Liga durch drei Siege gegen Ak Bars Kasan in der Finalserie. Allerdings war Dynamo auf europäischer Ebene nicht erfolgreich, da die Mannschaft zweimal gegen die Nürnberg Ice Tigers verlor und sich dadurch nicht einmal für das Viertelfinale der EHL qualifizierte.

### Das neue Jahrtausend

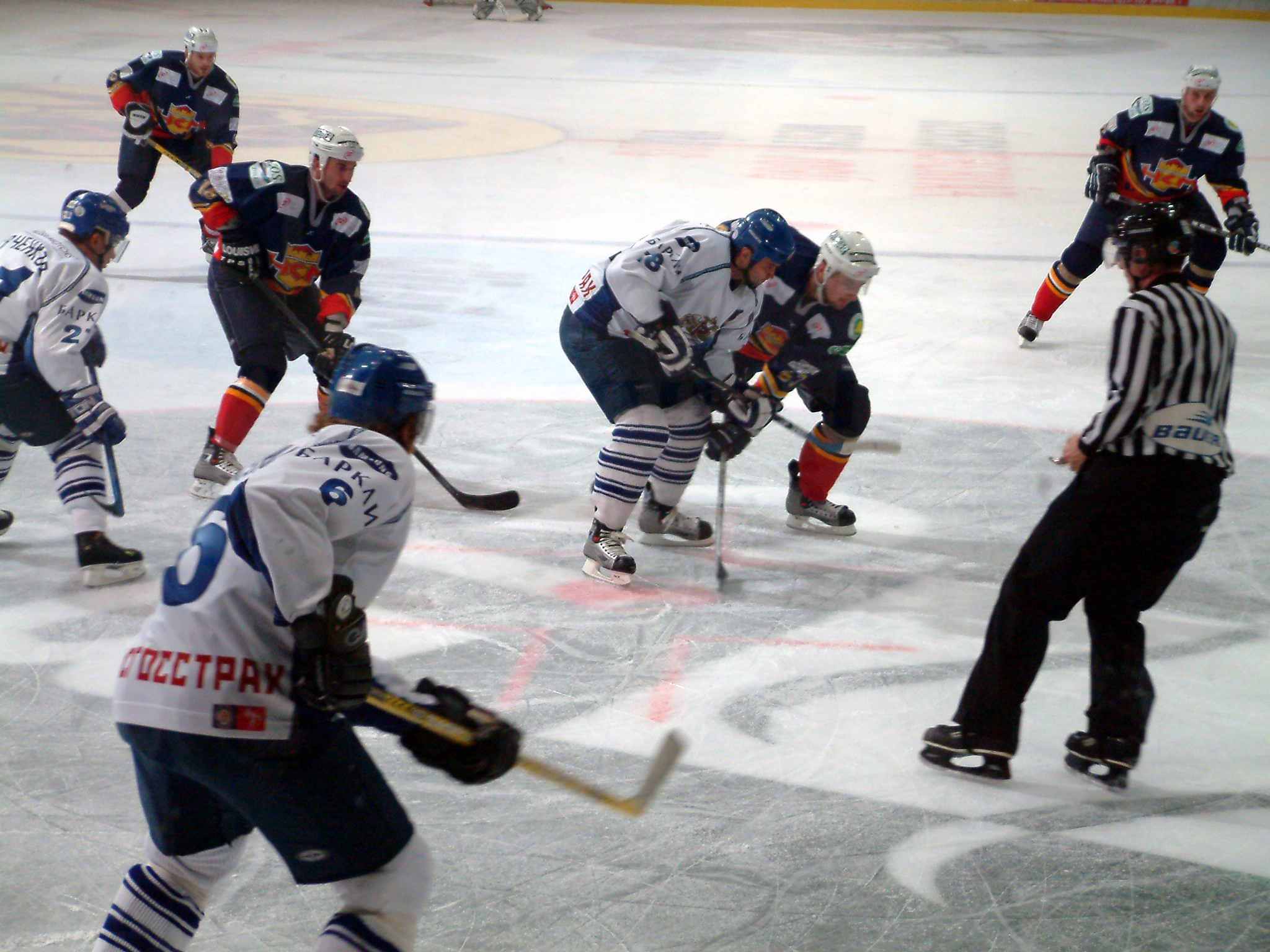
Bully im Finale des IIHF Continental Cup 2004/05

Nach den Erfolgen der letzten Spielzeit verließen viele Stammspieler Dynamo und so belegte der Klub am Ende der Saison 2000/01 nur den 13. Platz – die schlechteste Platzierung der Vereinsgeschichte. Aufgrund der Erfolglosigkeit wurde während der Saison Sinetula Biljaletdinow entlassen und Wladimir Semjonow als neuer Trainer verpflichtet. Doch schon in der nächsten Spielzeit kehrte Biljaletdinow als Trainer zurück und Dynamo schied im Viertelfinale gegen Ak Bars Kasan aus.
In den folgenden zwei Spielzeiten erreichte der Klub zwar die Play-offs, schied aber in beiden Jahren gegen Awangard Omsk im Viertelfinale aus. Zu Beginn der Spielzeit 2004/05 wurde Wladimir Krikunow als Trainer unter Vertrag genommen. Aufgrund des Lockout in der NHL kehrten viele NHL-Spieler nach Russland zurück und Dynamo konnte Maxim Afinogenow, Andrei Markow, Pawel Dazjuk, Artjom Tschubarow, Martin Havlát und kurz vor den Play-offs noch Alexander Frolow und Sergei Samsonow verpflichten. Im Play-off-Halbfinale stellte Dynamo einen neuen Teamrekord auf, als es Awangard Omsk mit 11:0 besiegte. In der Finalserie über fünf Spiele gegen Lada Toljatti gewann Dynamo die ersten drei Spiele und wurde damit Russischer Meister. Neben dem Gewinn der Meisterschaft belegte Dynamo beim Continental Cup den zweiten Platz hinter HKm Zvolen.
Aufgrund der Beendigung des Lockout in der NHL verließen vor der Saison 2005/06 wieder viele Spieler Dynamo. Allerdings gelang es, Maxim Suschinski vom Rivalen Awangard Omsk zu verpflichten. In der Mitte der Spielzeit kam der Klub in finanzielle Schwierigkeiten, so dass einige Spieler den Klub kurz nach dem Gewinn des European Champions Cup im Januar 2006 verließen und Dynamo im Achtelfinale gegen Lada Toljatti aus den Play-offs ausschied. In der folgenden Saison konnten zwar die finanziellen Probleme überwunden werden, aber die Mannschaft war nicht gut genug, um über die erste Runde der Play-offs hinauszukommen.
Vor der Saison 2008/09 – der ersten Spielzeit der neu gegründeten KHL – wurde die Mannschaft mit einigen Spielern aus Nordamerika und Europa verstärkt: Karel Rachůnek, Mattias Weinhandl, Alexei Schitnik, Petr Čajánek sowie Denis Denissow. Als Saisonziel wurde der Gewinn der KHL-Meisterschaft anvisiert, die Mannschaft scheiterte jedoch im Playoff-Halbfinale an Ak Bars Kasan. Zuvor, im Dezember 2008, gewann der HK Dynamo Moskau den Spengler Cup zum zweiten Mal. Im Finale siegte das Team mit 5:3 über das Team Kanada. Mit Sergei Kotow wurde im April 2009 ein neuer Trainer vorgestellt, der die Mannschaft erneut umbaute und dabei unter anderem mit Linus Omark und Johan Harju zwei weitere Schweden und mit Jiří Hudler einen weiteren Tschechen verpflichtete.

### Als OHK Dynamo (2010–2012)

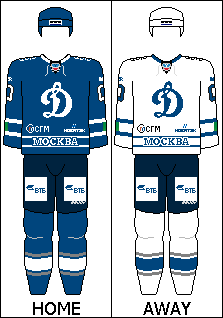
Spielerausrüstung der Saison 2012/13

Aufgrund von großer Schuldenlast stand der HK Dynamo 2010 kurz vor der Insolvenz. Im Anschluss an die Saison 2009/10 entstand daher der OHK Dynamo (Vereinigte Eishockeyklub Dynamo) aus der Fusion des Traditionsvereins HK Dynamo Moskau mit dem in den letzten Jahren sportlich erfolgreicheren HK MWD Balaschicha. Dabei setzte der OHK die Tradition des HK Dynamo fort, während große Teile des Managements und der Mannschaft vom HK MWD übernommen wurden.
Zum Auftakt der Saison 2010/11 gewann der Club den Eröffnungspokal Kubok Otkrytija mit einem Sieg gegen den Ak Bars Kasan. Bereits in der zweiten Saison des fusionierten Clubs konnte dieser den Gagarin-Pokal durch einen 4:1-Sieg in der Finalserie gegen HK Awangard Omsk gewinnen.

### Rückkehr zum Traditionsnamen
Im Juli 2012 nahm der Verein den Namen des Vorgängervereins an, zudem trat zeitgleich Präsident Michail Tjurkin zurück. Mit dem HK MWD und dem HK Dynamo Balaschicha betreibt der Klub weiterhin zwei Farmteams in der Molodjoschnaja Chokkeinaja Liga respektive Wysschaja Hockey-Liga.
Zum Auftakt der Saison 2012/13 gewann der Club erneut den Eröffnungspokal mit einem Sieg gegen den HK Awangard Omsk. Präsident und Finanzier zu dieser Zeit war der Oligarch Arkadi Rotenberg, der den Klub 2015 verließ. In den folgenden zwei Jahren häufte das Management des Eishockeyklubs zunehmend Schulden an und konnte unter anderem die Spielergehälter nicht mehr zahlen. Nach der Saison 2016/17 wurde zunächst die Spielgenehmigung seitens der KHL nicht erteilt, das Management ausgetauscht und letztlich 42 Spieler des Klubs zu Free Agents erklärt.

## Erfolge
- Russischer/Sowjetischer Meister: 10 (1947, 1954, 1990, 1991, 1992, 1993, 1995, 2000, 2005, 2013)
- Russischer/Sowjetischer Vize-Meister: 19 (1950–1951, 1959–1960, 1962–1964, 1971–1972, 1977–1980, 1985–1987, 1994, 1996, 1999)
- Gewinn des UdSSR-Pokals: 3 (1953, 1972, 1976)
- Gewinn des IIHF European Champions Cups: 1 (2006)
- Finalteilnahme European Champions Cup: 3 (1990, 1992, 1993)
- Finalteilnahme European Hockey League: 3 (1997, 1998, 1999)
- Spengler-Cup-Gewinner: 2 (1983, 2008)
- Gewinn des Ahearne Cup: 2 (1975, 1976)

## Spielstätten
Die Heimspiele des Vereins wurden bis 2015 meist in der kleineren Eishalle („Малая спортивная арена“) des Luschniki-Komplexes ausgetragen, die 8.700 Zuschauern Platz bietet. In den Play-offs oder bei besonders zuschauerträchtigen Spielen wurde in den Luschniki-Sportpalast ausgewichen, der bis zu 11.500 Zuschauern Platz bietet. Vorbereitungsspiele werden teilweise in der kleinen Eishalle des Dynamo-Stadions (ca. 200 Stehplätze) oder auf dem Dynamo-Trainingsgelände in Nowogorsk gespielt.
2015 zog der HK Dynamo in den neu errichteten VTB-Eispalast mit bis zu 14.000 Plätzen um. 2018 erfolgte ein weiterer Umzug in die Megasport-Arena, da die neue Spielstätte des Klubs, die VTB-Arena, noch nicht fertiggestellt war. Anfang 2019 zog der HK Dynamo in die VTB-Arena um.

## Spieler

### Geehrte Spieler

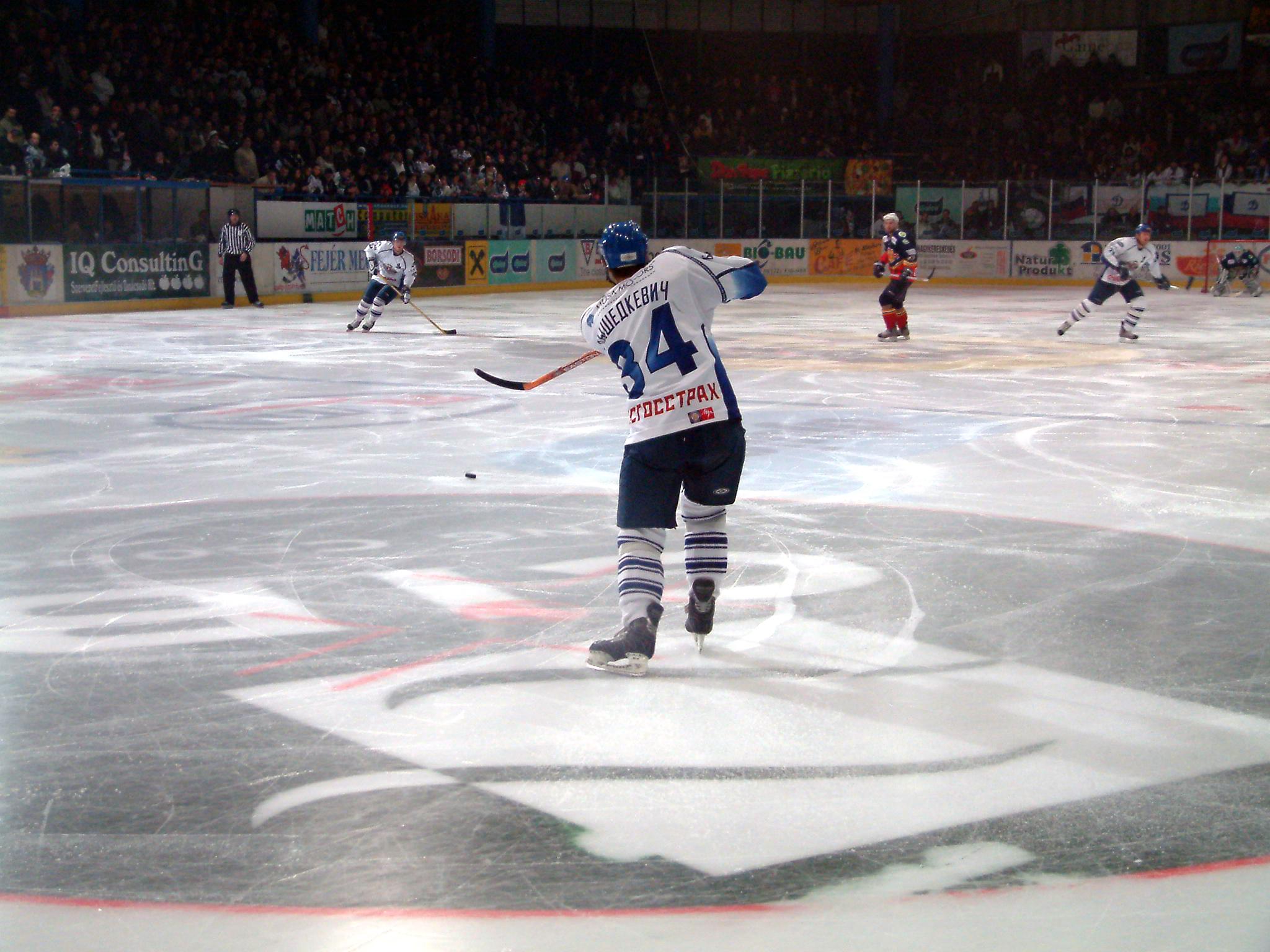
1. 34 Sergei Wyschedkewitsch, langjähriger Stammspieler bei Dynamo, hier beim IIHF Continental Cup 2004/05

Russische Eishockeyclubs ehren verdiente Spieler und Trainer, indem ein Banner mit deren Nummer unter die Hallendecke gehängt wird. Allerdings bleiben die Spielernummern im Gegensatz zum nordamerikanischen Eishockey in Gebrauch und werden nicht gesperrt.
| Nr.     | Name                                     | Vereinszugehörigkeit von – bis |
| Trainer | Arkadi Tschernyschow                     | 1946–1974                      |
| 1       | Boris Saizew Wladimir Myschkin           | 1957–1970 1980–1990            |
| 2       | Oleg Tolmatschow Pawel Schiburtowitsch   | 1946–1956 1955–1962            |
| 3       | Witali Dawydow                           | 1957–1973                      |
| 5       | Stanislaw Petuchow Wassili Perwuchin     | 1956–1968 1976–1989            |
| 6       | Waleri Wassiljew                         | 1967–1984                      |
| 8       | Walentin Kusin                           | 1950–1961                      |
| 9       | Nikolai Postawnin Alexander Uwarow       | 1946–1951 1948–1960            |
| 10      | Juri Krylow                              | 1951–1965                      |
| 11      | Juri Wolkow Alexander Malzew             | 1960–1968 1967–1984            |
| 17      | Wladimir Jursinow Sinetula Biljaletdinow | 1957–1972 1973–1988            |

### Ehemalige Spieler
- Maxim Afinogenow
- Nikolai Antropow
- Pawel Dazjuk
- Mark Giordano
- Sergei Gontschar
- Alexander Golikow
- Wladimir Golikow
- Martin Havlát
- Darius Kasparaitis
- Alexander Chawanow
- Leo Komarov
- Igor Koroljow
- Alexei Kowaljow
- Wiktor Koslow
- Juri Krylow
- Andrei Lomakin
- Andrei Markow
- Alexander Malzew
- Wladimir Myschkin
- Jewgeni Nabokow
- Andrei Nasarow
- Andrei Nikolischin
- Linus Omark
- Alexander Owetschkin
- Olexij Ponikarowskyj
- Alexander Radulow
- Alexander Semak
- Anatoli Semjonow
- Michail Schtalenkow
- Sergei Swetlow
- Michail Tatarinow
- Andrei Trefilow
- Artjom Tschubarow
- Waleri Wassiljew
- Alexei Jaschin
- Sergei Jaschin
- Dmitri Juschkewitsch
- Alexei Schamnow

## Trainer seit der Gründung 1946
| Name                   | Im Amt von – bis      |
| Arkadi Tschernyschow   | 1946–1974             |
| Wladimir Jursinow      | 1974–1979             |
| Witali Dawydow         | 1979–1981             |
| Wladimir Kisseljow     | 1981–1984             |
| Juri Moissejew         | 1984–1989             |
| Wladimir Jursinow      | 1989–1992             |
| Pjotr Worobjow         | 1992–1993             |
| Wladimir Golubowitsch  | 1994–1996             |
| Juri Otschnew          | 1996–1997             |
| Sinetula Biljaletdinow | 1997–2000             |
| Wladimir Semjonow      | 2000–2002             |
| Sinetula Biljaletdinow | 2002–2004             |
| Wladimir Krikunow      | 2004–2008             |
| Vladimír Vůjtek        | 2008–2009             |
| Sergei Kotow           | 2009                  |
| Andrei Chomutow        | 2009–2010             |
| Oleg Snarok            | 2010 – März 2014      |
| Harijs Vītoliņš        | März 2014 – Dez. 2015 |
| Sergei Oreschkin       | Dez. 2015 – März 2017 |
| Wladimir Worobjow      | Apr. 2017 – Okt. 2018 |
| Wladimir Krikunow      | Okt. 2018 – Apr. 2021 |
| Alexei Kudaschow       | seit April 2021       |